# Longin Wojciechowski
Longin Wojciechowski (ur. 15 marca 1915 w Wilnie, zm. 10 października 1963 w Warszawie) – kapitan Armii Krajowej, kawaler Krzyża Srebrnego Orderu Wojennego Virtuti Militari.

## Życiorys
Syn Stanisława (robotnika) i Weroniki z domu Sawickiej. Absolwent wileńskich gimnazjum i seminarium nauczycielskiego (1936). Pracował w „Samopomocy Chłopskiej”. Od 1936 na Dywizyjnym Kursie Podchorążych Rezerwy 1 Dywizji Piechoty Leg. przy 5 pułku piechoty Legionów z Wilna, który ukończył w randze plutonowego podchorążego. Pracował jako nauczyciel kontraktowy w szkole powszechnej w powiecie święciańskim. W latach 1937–1939 w warszawskiej Szkole Oficerów Pożarnictwa, a od sierpnia 1939 na stanowisku dowódcy plutonu straży pożarnej w Wilnie. Rozpoczął studia na Wydziale Matematyki Uniwersytetu Stefana Batorego.
Aresztowany przez Litwinów i skazany na ciężkie roboty, zwolniony w 1940 przez władze radzieckie i mianowany inspektorem pożarnictwa. Uczestnik polskiego ruchu oporu – działał w Związku Walki Zbrojnej i Armii Krajowej. Był komendantem III Wileńskiego Okręgu Strażackiego Ruchu Oporu „Skała”. Po hitlerowskiej agresji na Związek Radziecki i zajęciu Wilna został komendantem posterunku policji w Kluszczanach. Aresztowany przez Niemców, uciekł w połowie listopada 1942. Powrócił do Wilna (1943) i wstąpił do oddziału Zygmunta Szendzielarza „Łupaszki”, a po przekształceniu tego oddziału w 5 Wileńską Brygadę Armii Krajowej pełnił w niej funkcję adiutanta. W marcu 1944 został dowódcą 4 Wileńskiej Brygady AK „Narocz”. Przebił się przez front i nawiązał kontakt z Armią Czerwoną, uczestniczył w operacji „Ostra Brama”. Odznaczony Krzyżem Srebrnym Orderu Virtuti Militari oraz awansowany do stopnia kapitana za swą postawę wykazaną w bitwie pod Krawczunami-Nowosiółkami. Aresztowany przez NKWD 17 lipca 1944 w podwileńskiej wsi Bogusze, więziony na Łukiszkach i w Riazaniu.
Do Polski powrócił w grudniu 1947, zamieszkał w Gdańsku i rozpoczął studia na tamtejszej politechnice. Szykanowany przez funkcjonariuszy organów bezpieczeństwa, wyjechał do Warszawy, gdzie ukrywał się. W 1956 ukończył studia na Wydziale Inżynierii Sanitarnej Politechniki Warszawskiej. Został wykładowcą w Szkole Oficerskiej Pożarnictwa, awansowany do rangi podpułkownika pożarnictwa. Żonaty z Marią z domu Bochenek, z którą miał córkę Bożenę i syna Ziemowita. Zmarł w Warszawie i spoczął na tamtejszym Cmentarzu Wojskowym na Powązkach.
Był długoletnim (od 1949) tajnym współpracownikiem Urzędu Bezpieczeństwa i Służby Bezpieczeństwa o pseudonimie „Gumka”, wykorzystywanym do rozpracowywania członków dawnej konspiracji wileńskiej.
Pochowany na cmentarzu Powązki Wojskowe w Warszawie (kwatera BII30-5-16).

## Odznaczenia
- Krzyż Srebrny Orderu Wojennego Virtuti Militari Nr 12370
- Krzyż Walecznych (trzykrotnie)